# Ceratophrys testudo
Espèce
Statut de conservation UICN

 DD  : Données insuffisantes
Ceratophrys testudo est une espèce d'amphibiens de la famille des Ceratophryidae.

## Répartition
Cette espèce est endémique du bassin supérieur du río Pastaza dans la province de Napo, dans l'est de l'Équateur.

## Publication originale
- Andersson, 1945 : Batrachians from east Ecuador collected 1937, 1938 by Wm. Clarke-Maclntyre and Rolf Blomberg. Arkiv för Zoologi, vol. 37A, no 2, p. 1-88.